# Batcheba Louis
Batcheba Louis (Quartier-Morin, 15 giugno 1997) è una calciatrice haitiana, attaccante del Fleury e della nazionale haitiana.

## Statistiche

### Presenze e reti nei club
Statistiche aggiornate al 27 aprile 2025.
| Stagione        | Squadra         | Campionato      | Campionato | Campionato | Coppe nazionali | Coppe nazionali | Coppe nazionali | Coppe internazionali | Coppe internazionali | Coppe internazionali | Altre coppe | Altre coppe | Altre coppe | Totale | Totale |
| Stagione        | Squadra         | Comp            | Pres       | Reti       | Comp            | Pres            | Reti            | Comp                 | Pres                 | Reti                 | Comp        | Pres        | Reti        | Pres   | Reti   |
| --------------- | --------------- | --------------- | ---------- | ---------- | --------------- | --------------- | --------------- | -------------------- | -------------------- | -------------------- | ----------- | ----------- | ----------- | ------ | ------ |
| 2017-2018       | Issy            | D2              | 4          | 3          | CF              | -               | -               |                      | -                    | -                    |             | -           | -           | 4      | 3      |
| 2018-2019       | Issy            | D2              | 17         | 9          | CF              | 1               | 0               |                      | -                    | -                    |             | -           | -           | 18     | 9      |
| 2019-2020       | Issy            | D2              | 10         | 9          | CF              | -               | -               |                      | -                    | -                    |             | -           | -           | 10     | 9      |
| 2020-2021       | Issy            | D1              | 19         | 4          | CF              | 1               | 0               |                      | -                    | -                    |             | -           | -           | 20     | 4      |
| 2021-2022       | Issy            | D1              | 22         | 5          | CF              | 1               | 0               |                      | -                    | -                    |             | -           | -           | 23     | 5      |
| Totale Issy     | Totale Issy     | Totale Issy     | 72         | 30         |                 | 3               | 0               |                      | -                    | -                    |             | -           | -           | 75     | 30     |
| 2022-2023       | Fleury          | D1              | 22         | 8          | CF              | 3               | 1               |                      | -                    | -                    |             | -           | -           | 25     | 9      |
| 2023-2024       | Fleury          | D1              | 22         | 5          | CF              | 5               | 2               |                      | -                    | -                    |             | -           | -           | 27     | 7      |
| 2024-2025       | Fleury          | PL              | 21         | 9          | CF              | -               | -               |                      | -                    | -                    |             | -           | -           | 21     | 9      |
| Totale Fleury   | Totale Fleury   | Totale Fleury   | 65         | 22         |                 | 8               | 3               |                      | -                    | -                    |             | -           | -           | 73     | 25     |
| Totale carriera | Totale carriera | Totale carriera | 137        | 52         |                 | 11              | 3               |                      | -                    | -                    |             | -           | -           | 148    | 55     |

## Palmarès

### Club
- Campionato francese di seconda divisione: 1

Issy: 2019-2020